# Ballestilla

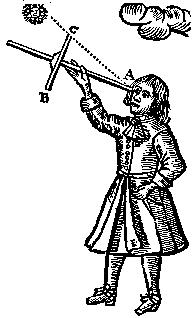
Ilustración sobre el uso de la ballestilla tomada de Navegación Práctica por John Sellers, (1672).

La ballestilla es un instrumento de navegación antiguo utilizado para medir la altura del sol y otros astros sobre el horizonte con el fin de utilizar la información así obtenida en la navegación náutica.
Una descripción de la ballestilla que hizo un judío de la Provenza llamado Levi ben Gerson en 1342 parece ser la noticia más antigua acerca de este instrumento.
La ballestilla es una vara de madera sobre la que se desliza una vara cruzada más pequeña. El marino aplicaba el ojo en un extremo del instrumento, dirigía este hacia la estrella cuya posición quería medir y deslizaba la vara cruzada hasta que la parte inferior de ésta coincidía con el horizonte y la superior con la estrella. La altura de la estrella (ángulo que forma con el horizonte) se leía directamente en una graduación grabada en la vara principal.
Los marinos (sobre todo los españoles [España] y los portugueses [Portugal] pero también otras naciones) usaban la ballestilla para determinar la latitud a la que se encontraban midiendo la altura de la estrella polar sobre el horizonte (la altura de Polares sobre el horizonte es una buena medida aproximada de la latitud).